# میگ-۱۷
میکویان-گورویچ میگ-۱۷ (روسی: Микоян и Гуревич МиГ-17) (نام ناتو: فرسکو) (در چین: شن یانگ جی-۵) یک جت پرسرعت مادون صوت است که در اتحاد جماهیر شوروی از ۱۹۵۲ تولید می‌شد و توسط بسیاری از نیروهای هوایی دنیا استفاده می‌شد. میگ-۱۷ تحت امتیاز در چین با نام شنیانگ جی-۵ و در لهستان با نام لیم-۶ تولید شد. میگ-۱۷ هنوز توسط نیروی هوایی کره شمالی مورد استفاده قرار می‌گیرد و شاهد نبردهای فراوان در خاورمیانه و آسیا بوده است.
میگ-۱۷ یک تغییر پیشرفته از هواپیمای میگ-۱۵ بود که توسط اتحاد جماهیر شوروی در طول جنگ کره تولید شد. میگ-۱۷ برای آنکه بتواند در جنگ کره مورد استفاده قرار گیرد، بسیار دیر تولید شد؛ لذا اولین بار در سال ۱۹۵۸ در بحران دوم تنگه تایوان مورد استفاده قرار گرفت.
در حالی که میگ-۱۷ برای سرنگونی بمب افکن‌های آمریکایی کم سرعت تر طراحی شده بود، زمانی که توسط خلبانان ویتنام شمالی برای مبارزه با جنگنده‌ها و جنگنده بمب افکن‌های آمریکایی در طول جنگ ویتنام، تقریباً یک دهه پس از طراحی اولیه، مورد استفاده قرار گرفت، موفقیت شگفت‌انگیزی را از خود نشان داد.
این امر به دلیل چابکی و مانور بیشتر میگ-۱۷ نسبت به جنگنده‌های اف-۴ فانتوم و  اف-۱۰۵ ثاندرچیف آمریکایی بود که در نبردهای هوایی به سرعت بالا و برد دور متمرکز بودند و همچنین به دلیل مسلح بودن میگ-۱۷ به توپ بود. که مدل‌های اولیه اف-۴ فانتوم فاقد آن بودند.

## تاریخچه کاربری

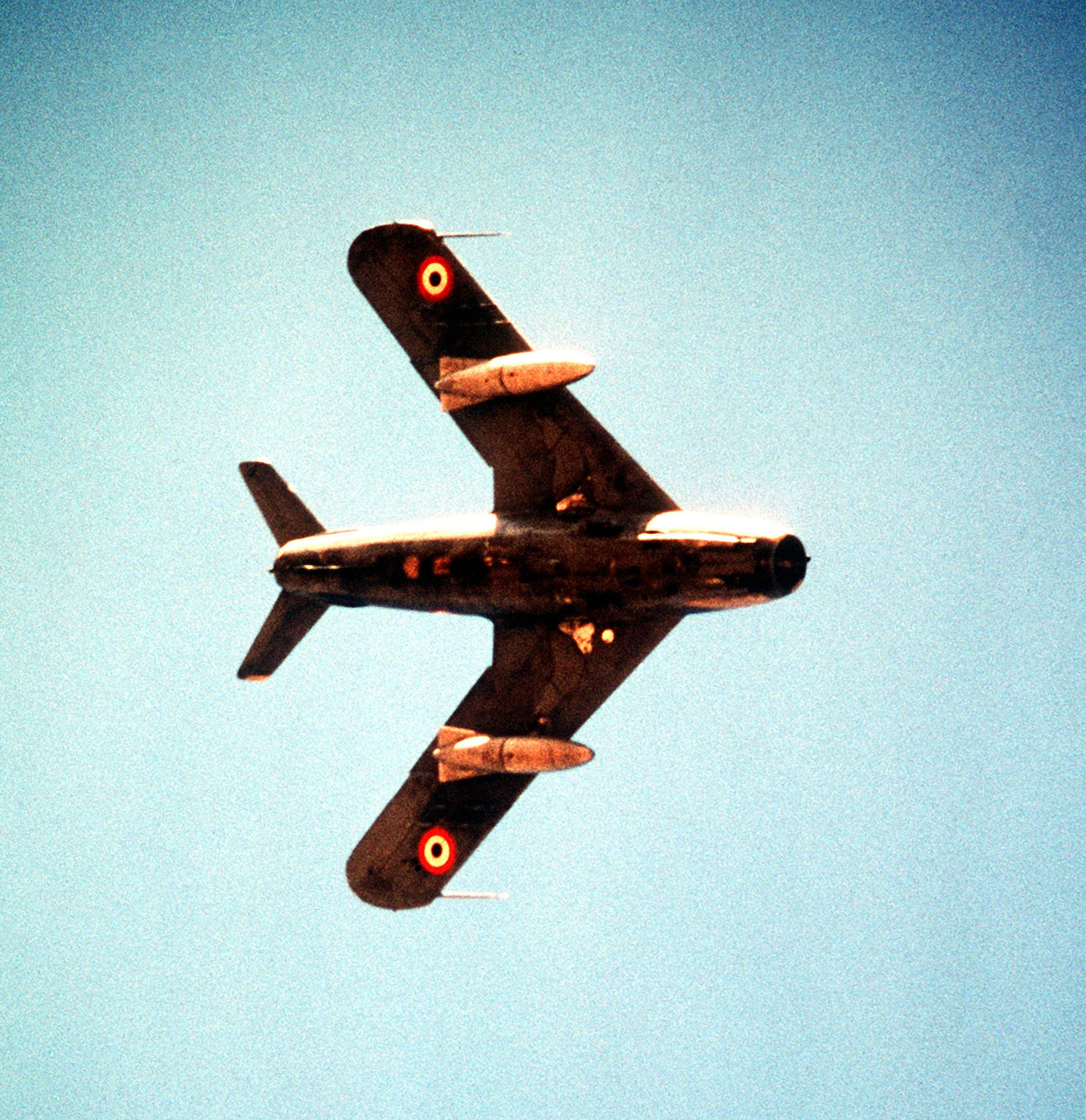
بک میگ-۱۷ متعلق به نیروی هوایی مصر

میگ-۱۷ برای رهگیری بمب افکن‌های دشمن در حال پرواز مستقیم و همسطح طراحی شده بودند، نه برای داگ‌فایت با دیگر جنگنده‌ها.این جنگنده مادون صوت (۰٫۹۳ ماخ) در برابر جنگنده بمب افکن‌های با سرعت پایین‌تر (۶۰. الی-۰٫۸ ماخ)، و همچنین بمب افکن‌های راهبردی اصلی آمریکایی در طول چرخه توسعه میگ-۱۷ (مانند بوئینگ بی-۵۰ سوپرفورترس یا کانویر بی-۳۶ که هر دو دارای موتورهای پیستونی بودند کردند) مؤثر بود.
با این حال قادر به رهگیری نسل جدید بمب افکن‌های جت بریتانیایی مانند
آورو والکان و هندلی پیج ویکتور نبود، که هر دو می‌توانستند با سرعت بالاتر از سرعت صوت پرواز نمایند. با معرفی بمب افکن‌های راهبردی نیروی هوایی ایالات متحده آمریکا که قادر به پرواز در سرعت‌های مافوق صوت بودند، مانند کانویر بی-۵۸ هاسلر و جنرال داینامیکس اف-۱۱۱ آردوارک، نیروی دفاع هوایی شوروی جنگنده‌های میگ-۱۷ را در خدمات خط مقدم خارج نمود و رهگیرهای مافوق صوت مانند میگ-۲۱ و میگ-۲۳ جایگزین آنها شدند.
جنگنده‌های میگ -۱۷ در طی جنگ کره در دسترس نبودند، اما برای اولین بار در درگیری‌های تنگه تایوان ظاهر شدند که میگ-۱۷‌های نیروی هوایی چین کمونیست با جنگنده‌های اف-۸۶ سیبر متعلق به جمهوری چین (تایوان) در سال ۱۹۵۸ درگیر شدند.
در ۲ سپتامبر ۱۹۵۸ (۱۱ شهریور ماه ۱۳۳۷ خورشیدی) چهار فروند میگ-۱۷ شوروی یک هواپیمای جاسوسی لاکهید سی-۱۳۰ آمریکایی را در۳۴ مایل (۵۵ کیلومتر؛ ۳۰ مایل دریایی) شمال غربی ایروان در ارمنستان شوروی،
سرنگون نمودند در طی این حادثه ۱۷ نفر کشته شدند.

### جنگ ویتنام
در سال ۱۹۶۰، اولین گروه متشکل از ۵۰ نفر از خلبانان ویتنام شمالی برای شروع آموزش انتقالی بر روی میگ-۱۷ به جمهوری خلق چین منتقل شدند. در این زمان اولین گروه از خلبانان آموزش دیده چینی میگ-۱۵ به ویتنام شمالی بازگشته بودند و گروهی متشکل از ۳۱ نفر از خلبانان برای تبدیل به میگ-۱۷ در پایگاه نیروی هوایی مردمی ویتنام (VPAF) در سون دونگ مستقر شدند. در سال ۱۹۶۲ اولین گروه از خلبانان ویتنام شمالی دوره‌های میگ-۱۷ خود را در اتحاد جماهیر شوروی و جمهوری خلق چین به پایان رساندند و به واحدهای خود بازگشتند. در فوریه ۱۹۶۴، شوروی ۳۶ فروند جنگنده میگ-۱۷ و گونه آموزشی میگ-۱۵یوتی‌آی را به عنوان «هدیه» به هانوی فرستاد. این خلبانان آموزش دیده اولین هنگ جنگنده جت ویتنام شمالی، هنگ ۹۲۱ را ایجاد نمودند. تا سال ۱۹۶۵، گروه دیگری از خلبانان میگ از آموزش در کراسنودار، در اتحاد جماهیر شوروی، و همچنین از جمهوری خلق چین به ویتنام شمالی بازگشته بودند. این گروه دومین واحد جنگنده نیروی هوایی ویتنام شمالی، هنگ جنگنده ۹۲۳ را تشکیل دادند.
در حالی که هنگ ۹۲۳ تازه تأسیس شده فقط میگ-۱۷ را ادر اختیار داشت، و در ابتدا قبل از ورود میگ-۱۹ و میگ-۲۱ به سرویس ویتنام شمالی، تنها با این جنگنده موجود به مقابله با جت‌های مافوق صوت مدرن آمریکایی می‌پرداخت. (در سال ۱۹۶۹ هنگ ۹۲۵ جنگنده میگ-۱۹ تشکیل شد).

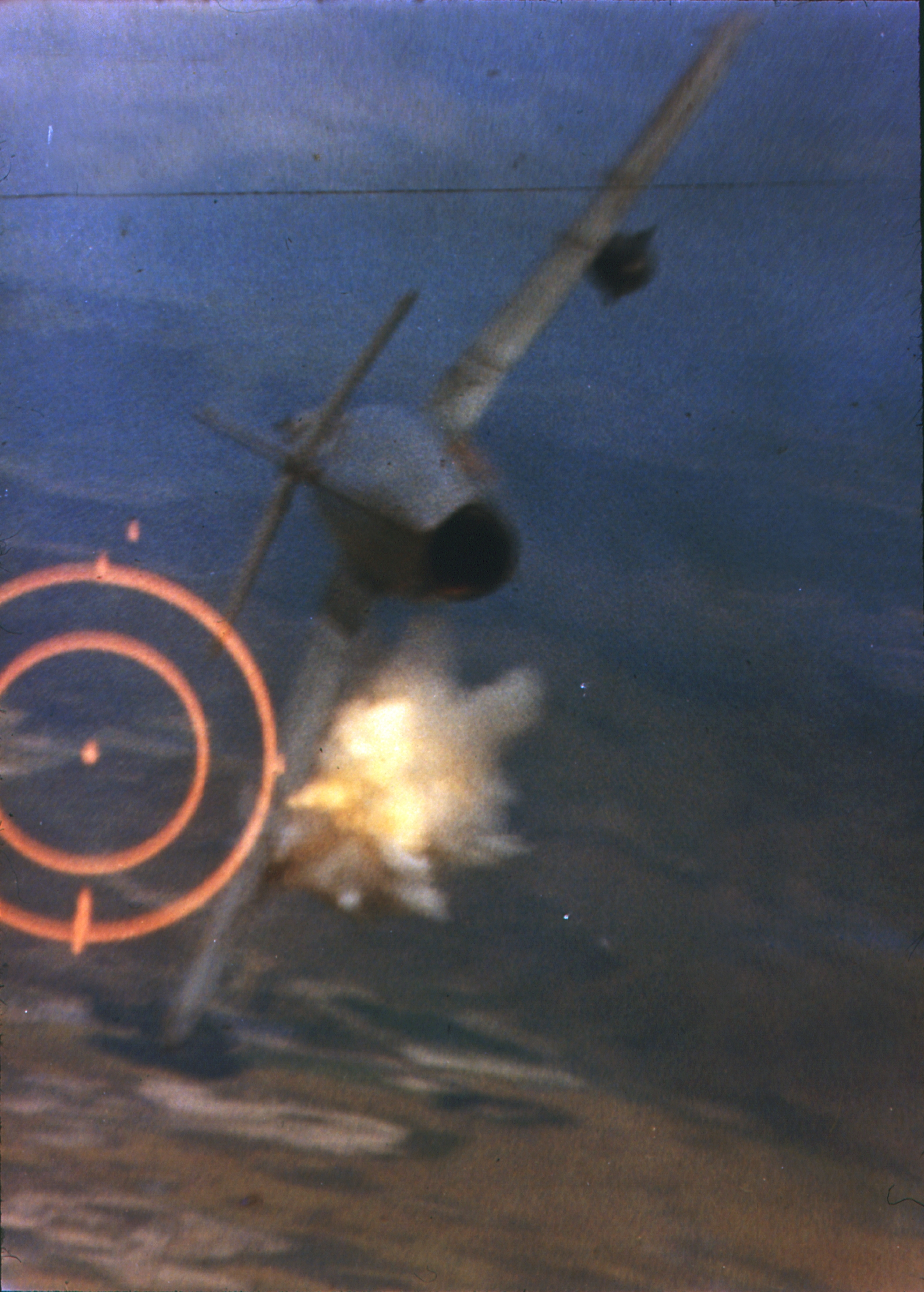
یک اف-۱۰۵دیدر حال شلیک و سرنگونی یک فروند میگ-۱۷ در سال ۱۹۶۷ و در طی جنگ ویتنام.

از سال ۱۹۶۱ جنگنده بمب افکن‌های آمریکایی در ماموریت‌های پرواز رزمی در صحنه جنگ حضور داشتند، و ایالات متحده خلبانان باتجربه زیادی از جنگ کره و جنگ جهانی دوم داشت، همانند رابین اولدز خلبات با تجربه و کهنه‌سرباز جنگ جهانی دوم.
میگ‌های آزمایش نشده نیروی هوایی ویتنام شمالی و خلبانان کم تجربه آن در مقابل برخی از کارآزموده تریم و با تجربه خلبانان نیروی هوایی ایالات متحده و نیروی دریایی ایالات متحده قرار گرفتند. در ۳ آوریل ۱۹۶۵ شش فروند میگ-۱۷ در دو گروه ۲ و ۴ فروندی از پایگاه هوایی نوی بای (به انگلیسی: Noi Bai Air Base) به پرواز درآمدند که اولین گروه از عنوان طعمه و دومی رهگیرها بودند. هدف آنها هواپیماهای نیروی دریایی ایالات متحده بودند که مأموریتی را برای پشتیباتی از یک حمله ۸۰ فروندی هواپیمای نیروی هوایی ایالات متحده برای ضربه زدن به پل تان هوا، بر عهده داشتند.
سردسته جنگنده‌های میگ-۱۷، ستوان فام نگوک لان Pham Ngoc Lan، به گروهی از جنگنده‌های ووت اف-۸ کروسیدر جمعی گُردان هوایی آفندی-۲۲ (VF-211) که از ناو هواپیما بر یواس‌اس هنکاک برخاسته بودند، حمله ورشد و به بک فروند اف-۸ئی که توسط ستوان اسپنس توماس(به انگلیسی: Lt.Spence Thomas)پرواز می‌کرد، آسیب رسانید.
اسپنس توماس موفق شد هواپیما را در پایگاه هوایی دانانگ فرود آورد. ادعا شده که دومین اف-۸ توسط ستوان فام نگوک لان سرنگون شده، اما این موضوع توسط لیست تلفات نیروی دریایی ایالات متحده تأیید نگردیده است.

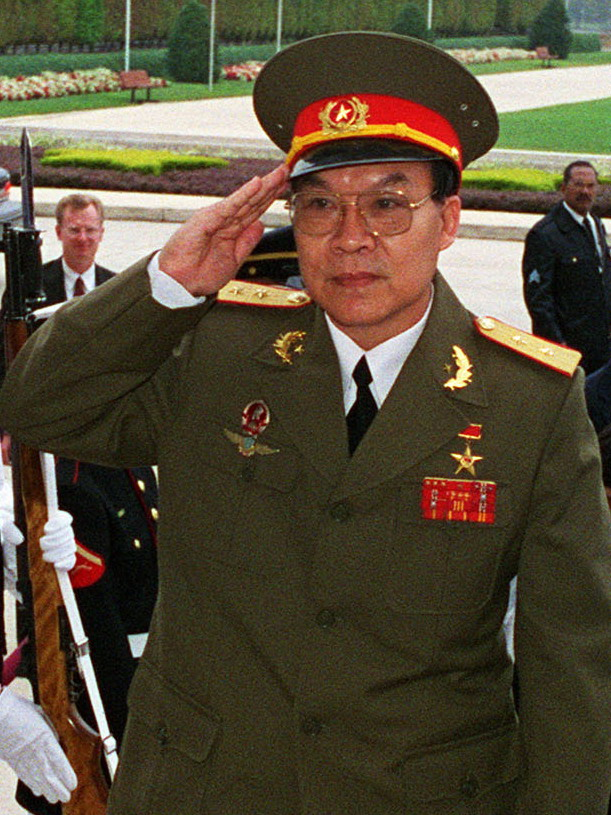
تران هان (خلبان میگ-۱۷ که در آوریل ۱۹۶۵ موفق به سرنگونی یک فروند اف-۱۰۵دی شد) در سال ۱۹۸۸

در ۴ آوریل ۱۹۶۵ (۱۵ فرودین ۱۳۴۴ خورشیدی)، نیروی هوایی ایالات متحده حمله دیگری برای نابودی پل تان هوا را تدارک دید، ۴۸ فروند
ریپابلیک اف-۱۰۵ ثاندرچیف از بال هوایی جنگنده تاکتیکی ۳۵۵ که مجهر به ۳۸۴ عدد بمب به وزن۷۵۰ پوند (۳۴۰ کیلوگرم) بودند، در این عملیات شرکت داشتند. ثاندرچیف‌ها توسط جنگنده‌های نورث امریکن اف-۱۰۰ سوپرسیبر از گًردان هوایی ۴۱۶ جنگنده تاکتیکی اسکورت شده بودند. چهار فروند میگ-۱۷ نیروی هوایی ویتنام شمالی از هنگ جنگنده ۹۲۱، به این هواپیماها حمله‌ور شده، از جنگنده‌های اسکورت عبور کرده و به سمت ثاندرچیف‌ها هجوم برده و دو فروند از آنها را ساقط نمودند. رهبر دسته پروازی میگ-۱۷ خلبان تران هان (به ویتنامی: Trần Hanh)
 اف-۱۰۵ دی به شماره ۱۷۵۴–۵۹ را که در هدایت سرگرد اف.ئی. بِنِت (به انگلیسی: Major F. E. Benett) بود را سرنگون نمود و دیگر خلبان ویتنامی لِ مین هوان (به ویتنامی: Le Minh Huan)
 نیز اف-۱۰۵ دی دیگری به شماره ۱۷۶۴–۵۹ به خلبانی سروان جِی. ای. مَگنوسون (به انگلیسی: Captain J. A. Magnusson)را ساقط نمود.
سه فروند از جنگنده‌های اسکورت سوپر سیبر به خلبانی سرهنگ دوم امت ال. هیس (به انگلیسی: LtCol Emmett L. Hays)، سروان کیت بی. کانولی(به انگلیسی: Capt Keith B. Connolly), و سروان دونالد کیلگوس (به انگلیسی: Captain Donald Kilgus)
با جنگنده‌های میگ-۱۷ ویتنام شمالی درگیر شدند. یک موشک هوا به هوای ایم-۹ سایدوایندر شلیک شد، اما به خطا رفت. اف-۱۰۰ دی دیگر با هدایت سروان دونالد کیلگوس (به انگلیسی: Captain Donald Kilgus) با توپ‌های ۲۰ میلی‌متری خود به سمت میگ‌ها آتش گشود و احتمالاً یکی از آنها را ساقط نمود. وینگمن تران هان، خلبان فام گیای (به ویتنامی: Pham Giay)
 سقوط کرده و کشته شد. گزارش دیگری از خلبانان کشته شده توسط ایالات متحده آمریکا در این نبرد هوایی تأیید نگردیده اما سردسته خلبانان میگ-۱۷ ویتنامی تران هان ادعای سرنگونی سه فروند هواپیمای آمریکایی را نمود.
تران هان تنها بازمانده از دسته پروازی خلبانان ویتنامی در آن نبرد هوایی بود و معتقد بود که بقیه خلبانان در پرواز او «... توسط اف-۱۰۵ سرنگون شدند.» بر اساس این گزارش، جنگنده‌های اف-۱۰۰ نیروی هوایی ایالات متحده ممکن است با اف-۱۰۵ اشتباه گرفته شوند، اما ساقط نمودن سه فروند میگ-۱۷ به جنگنده‌های سوپر سیبر، نسبت داده شد. که اولین پیروزی نیروهای آمریکایی در جنگ ویتنام بود. اف-۱۰۰‌ها دیگر با میگ‌ها در روبرو نشدند، زیرا مأموریت پشتیبانی نزدیک هوایی بر عهده آنها گذاشته شد و فانتوم‌های سریع‌تر و با برد بیشتر، اما با قابلیت مانور کمتر برای نقش گشت‌زنی هوایی و اسکورت جایگزین آنها شدند.

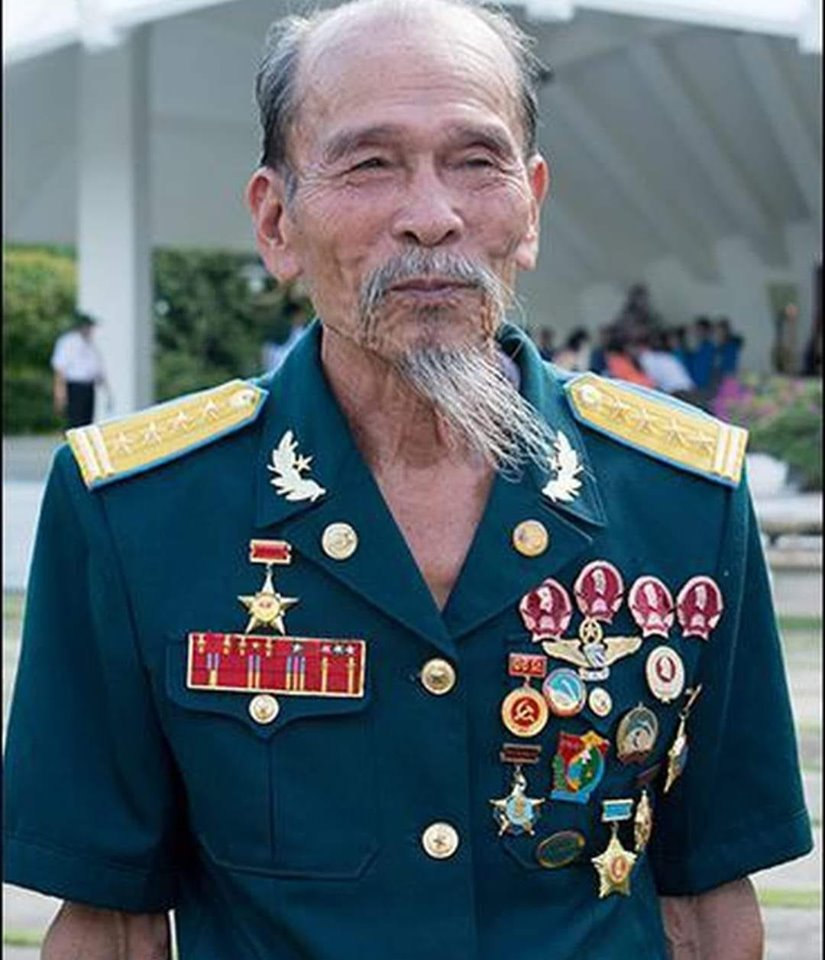
سرهنگ نگوین وان بای خلبان تک‌خال میگ-۱۷ دوران جنگ ویتنام در کهنسالی

ژنرال جان پی مک کانل، رئیس ستاد ارتش ایالات متحده آمریکا، از شنیدن این خبر که دو فروند اف-۱۰۵ که در کلاس جنگنده‌های با دو برابر سرعت صوت قرار داشتند، توسط میگ-۱۷‌های مادون صوت ویتنام شمالی متعلق و با فن آوری دوران جنگ کره، سرنگون شده است، «دیوونه» شده بود.
در سال ۱۹۶۵، نیروی هوایی ویتنام شمالی تنها ۳۶ فروند میگ-۱۷ و تعداد مشابهی خلبان واجد شرایط داشت که این تعداد تا سال ۱۹۶۸ به ۱۸۰ میگ و ۷۲ خلبان افزایش یافت. نیروی‌های آمریکایی‌ها حداقل دارای ۲۰۰ فروند اف-۴ و ۱۴۰ فروند اف-۱۰۵ از ناوگان نیروی هوایی ایالات متحده بوده، به علاوه حداقل ۱۰۰ فروند از هواپیمای نیروی دریایی ایالات متحده (اف-۸، ای-۴ و اف-۴) از ناوهای هواپیمابر در خلیج تونکین به عملیات می‌پرداختند، همچنین تعداد زیادی هواپیمای پشتیبانی. آمریکایی‌ها مزیت عددی چشمگیری داشتند.
میگ-۱۷ رهگیر اولیه نیروی هوایی نوپای ویتنام شمالی در سال ۱۹۶۵ بود که بوجود آورده اولین پیروزی‌های هوایی آن نیرو و منشأ خدمات گسترده در طی جنگ ویتنام بود. برخی از خلبانان ویتنام شمالی، میگ-۱۷ را به میگ-۲۱ ترجیح می‌دادند زیرا چابک‌تر (والیته نه سریعتر) بود، سه تن از
خلبانان تک‌خال ویتنام شمالی در آن جنک (که افتخار سرنگونی پنج فروند یا بیتشر از هواپیمای دشمن را کسب کردند) خلبانان میگ-۱۷ بودند. این خلبانان عبارت بودند از: نگوین وان بای (به ویتنامی: Nguyễn Văn Bảy)
 (هفت پیروزی)، لوو هوی چاو (به ویتنامی: Luu Huy Chao)
 و لِ های (به ویتنامی: Le Hai)
(هر دو با شش پیروزی). مابقی خلبانان تکخال با میگ-۲۱ پرواز می‌نمودند.

### پیروزی‌های هوایی کسب شده توسط میگ-۱۷/جِی-۵ در جنگ ویتنام در سالهای ۱۹۶۵ الی ۱۹۷۲
This table lists VPAF and Chinese air-to-air kills. Sources include Hobson p. 271 and Toperczer (#25) pp. 88–90.
| تاریخ                        | واحد میگ-۱۷ | جنگ‌افزار استفاده شده | هواگرد ساقط شده | واحد هواگرد ساقط شده/توضیحات |
| ---------------------------- | --- | --- | --- | --- |
| ۴ آوریل ۱۹۶۵                 | هنگ ۹۲۱ جنگنده نیروی هوایی ویتنام شمالی | توپ‌های ۲۳/۳۷ میلیمتری | ۲ فروند ریپابلیک اف-۱۰۵ ثاندرچیف | نیروی هوایی ایالات متحده آمریکا (USAF)، گُردان هوایی جنگنده تاکتیکی ۳۵۴ |
| ۹ آوریل ۱۹۶۵                 | نامشخص | توپ‌های ۲۳/۳۷ میلیمتری | اف-۴بی فانتوم ۲ | گُردان هوایی جنگنده تاکتیکی ۹۶ نیروی دریایی ایالات متحده آمریکا(USN)/توسط میگ‌های چینی سرنگون شد. |
| ۲۰ ژوئن ۱۹۶۵                 | نامشخص | توپ‌های ۲۳/۳۷ میلیمتری | اف-۴سی | گُردان هوایی جنگنده ۴۵ ،USAF |
| ۱۲ آوریل ۱۹۶۵                | نامشخص | توپ‌های ۲۳/۳۷ میلیمتری | کی‌ای-۳بی اسکایواریر | گُردان هوایی آفندی سنگین ۴ ،(USN) تانکر سوخت رسان هوایی/توسط میگ‌های چینی سرنگون شد. |
| ۱۹ آوریل ۱۹۶۵                | نامشخص | توپ‌های ۲۳/۳۷ میلیمتری | ای-۱ئی اسکای‌ریدر | گًردان هوایی ۶۰۲ ،USAF |
| ۲۱ ژوئن ۱۹۶۶                 | هنگ ۹۲۳ جنگنده نیروی هوایی ویتنام شمالی | توپ‌های ۲۳/۳۷ میلیمتری | ووت اف-۸ کروسیدر | گردان هوایی آفندی ۲۱۱،(USN) |
| ۱۹۶۶                         | هنگ ۹۲۳ جنگنده نیروی هوایی ویتنام شمالی | توپ‌های ۲۳/۳۷ میلیمتری | (۴) اف-۱۰۵دی، (۲) اف-۸ئی، (۲) اف-۴سی، (۱) آرسی-۴۷دی | بال‌های هوایی جنگنده تاکتیکی ۳۵۵، ۳۵۴، ۴۲۱، ٰ ۴۳۳، ۵۵۵ و ۶۰۶ USAF، گردان‌های هوایی جنگنده ۱۱۱ و ۱۶۲ ،(USN) ۳ فروند اف-۱۰۵ و ۲ فروند اف-۴ توسط واحد نامشخصی از میگ‌ها ساقط شدند. |
| ۱۹ آوریل ۱۹۶۷                | هنگ ۹۲۱ جنگنده نیروی هوایی ویتنام شمالی | توپ‌های ۲۳/۳۷ میلیمتری | اف-۱۰۵ اف | گردان هوایی جنگنده ۳۵۷، USAF |
| ۱۹۶۷                         | هنگ ۹۲۳ جنگنده نیروی هوایی ویتنام شمالی | توپ‌های ۲۳/۳۷ میلیمتری | (۱) ای-۱ئی، (۳) اف-۴سی، (۱) ای-۴سی اسکای‌هاوک، (۱) اف-۴دی | USAF گردان هوایی جنگ الکترونیک ۳۹۰، گردان هوایی جنگنده ۴۳۳ و گردان هوایی ۶۰۲، USAF، گردان هوایی آفندی ۷۶ ،(USN)، اف-۴دی توسط یک واحد نامشخص میگ سرنگون شد، (۱) اف-۴سی توسط میگ‌های چینی سرنگون شد. |
| ۱۹۶۸                         | نامشخص | توپ‌های ۲۳/۳۷ میلیمتری | (۲) اف-۴دی، (۱) اف-۱۰۵اف | گردان هوایی جنگنده ۳۵۷، گردان هوایی جنگنده ۴۳۵، USAF |
| ۲ آوریل ۱۹۶۸                 | نامشخص | توپ‌های ۲۳/۳۷ میلیمتری | ای-۱اچ | گردان هوایی جنگنده آفندی ۱۰۳ ،(USN)/توسط میگ‌های چینی سرنگون شد. |
| ۱۰ ژولای ۱۹۷۲                | هنگ ۹۲۳ جنگنده نیروی هوایی ویتنام شمالی | توپ‌های ۲۳/۳۷ میلیمتری | اف-۴ جِی | گردان هوایی جنگنده آفندی ۱۰۳ ،(USN) |
| تعداد کل سایرهواگردها:       | ۶ | ۶ | ۶ | ۶ |
| تعداد کل اف-۴                | ۱۱ | ۱۱ | ۱۱ | ۱۱ |
| تعداد کل اف-۸                | ۳ | ۳ | ۳ | ۳ |
| تعداد کل اف-۱۰۵              | ۸ | ۸ | ۸ | ۸ |
| تعداد کل هواگردهای ساقط شده: | ۲۸ | ۲۸ | ۲۸ | ۲۸ |
| داده‌های فنی:                 | نیروی هوایی خلق ویتنام هیچ تمایزی بین میگ-۱۷ و جِی-۵ خود قائل نشد. دو قبضه توپ ۲۳ میلی‌متری به همراه یک قبضه توپ ۳۷ میلی‌متری در میگ-۱۷ نصب شده بود، این جنگنده مهمات کافی برای ۵ ثانیه شلیک مداوم برای هر سه اسلحه را به همراه داشت. با این حال، توپ‌های میگ-۱۷ دارای بردی معادل ۱٬۵۰۰ متر (۵٬۰۰۰ فوت) بود و با دو ثانیه شلیک قادر بود تا با نزدیک به ۲۳ کیلوگرم (۵۰ پوند) فلز به یک جت آمریکایی حمله‌ور شوند. که برابر با آتش دو ثانیه‌ای توپ‌های ۲۰ میلی‌متری آمریکایی ام۶۱ والکان و کلت ام کی۱۲ بود که به ترتیب با ۲۷ و ۱۶ کیلوگرم (۶۰ و ۳۵ پوند) فلز به دشمن خود شلیک می‌کردند. | نیروی هوایی خلق ویتنام هیچ تمایزی بین میگ-۱۷ و جِی-۵ خود قائل نشد. دو قبضه توپ ۲۳ میلی‌متری به همراه یک قبضه توپ ۳۷ میلی‌متری در میگ-۱۷ نصب شده بود، این جنگنده مهمات کافی برای ۵ ثانیه شلیک مداوم برای هر سه اسلحه را به همراه داشت. با این حال، توپ‌های میگ-۱۷ دارای بردی معادل ۱٬۵۰۰ متر (۵٬۰۰۰ فوت) بود و با دو ثانیه شلیک قادر بود تا با نزدیک به ۲۳ کیلوگرم (۵۰ پوند) فلز به یک جت آمریکایی حمله‌ور شوند. که برابر با آتش دو ثانیه‌ای توپ‌های ۲۰ میلی‌متری آمریکایی ام۶۱ والکان و کلت ام کی۱۲ بود که به ترتیب با ۲۷ و ۱۶ کیلوگرم (۶۰ و ۳۵ پوند) فلز به دشمن خود شلیک می‌کردند. | نیروی هوایی خلق ویتنام هیچ تمایزی بین میگ-۱۷ و جِی-۵ خود قائل نشد. دو قبضه توپ ۲۳ میلی‌متری به همراه یک قبضه توپ ۳۷ میلی‌متری در میگ-۱۷ نصب شده بود، این جنگنده مهمات کافی برای ۵ ثانیه شلیک مداوم برای هر سه اسلحه را به همراه داشت. با این حال، توپ‌های میگ-۱۷ دارای بردی معادل ۱٬۵۰۰ متر (۵٬۰۰۰ فوت) بود و با دو ثانیه شلیک قادر بود تا با نزدیک به ۲۳ کیلوگرم (۵۰ پوند) فلز به یک جت آمریکایی حمله‌ور شوند. که برابر با آتش دو ثانیه‌ای توپ‌های ۲۰ میلی‌متری آمریکایی ام۶۱ والکان و کلت ام کی۱۲ بود که به ترتیب با ۲۷ و ۱۶ کیلوگرم (۶۰ و ۳۵ پوند) فلز به دشمن خود شلیک می‌کردند. | نیروی هوایی خلق ویتنام هیچ تمایزی بین میگ-۱۷ و جِی-۵ خود قائل نشد. دو قبضه توپ ۲۳ میلی‌متری به همراه یک قبضه توپ ۳۷ میلی‌متری در میگ-۱۷ نصب شده بود، این جنگنده مهمات کافی برای ۵ ثانیه شلیک مداوم برای هر سه اسلحه را به همراه داشت. با این حال، توپ‌های میگ-۱۷ دارای بردی معادل ۱٬۵۰۰ متر (۵٬۰۰۰ فوت) بود و با دو ثانیه شلیک قادر بود تا با نزدیک به ۲۳ کیلوگرم (۵۰ پوند) فلز به یک جت آمریکایی حمله‌ور شوند. که برابر با آتش دو ثانیه‌ای توپ‌های ۲۰ میلی‌متری آمریکایی ام۶۱ والکان و کلت ام کی۱۲ بود که به ترتیب با ۲۷ و ۱۶ کیلوگرم (۶۰ و ۳۵ پوند) فلز به دشمن خود شلیک می‌کردند. |

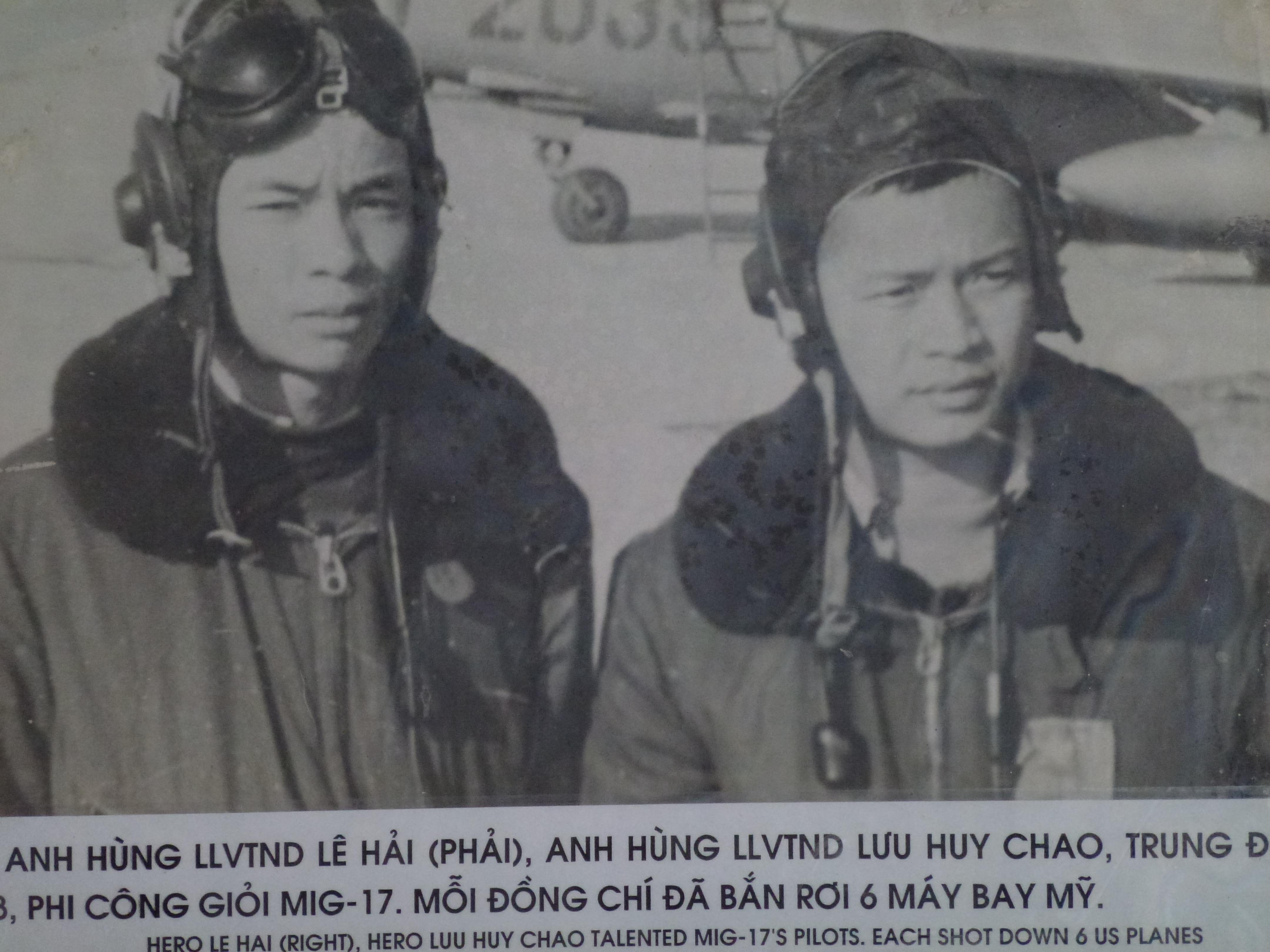
Luu Huy Chao and Le Hai, VPAF MIG 17 pilots, each credited with six aerial combat victories against U.S. planes in the skies over North Vietnam.

نیروی هوایی خلق ویتنام رهگیرهای خود را با راهنمایی رادارهای کنترل زمینی به پرواز درمی‌آورد، که میگ‌ها را برای کمین کردن بر علیه حملات آمریکایی هدایت می‌نمودند. میگ‌ها از چند جهت علیه حملات هوایی ایالات متحده حملات سریعی انجام می‌دادند (معمولاً جنگنده‌های میگ-۱۷ در جلوی خط حمله و میگ‌های-۲۱ با فاصله از آنها حمایت می‌کردند). میگ‌ها پس از سرنگونی چند هواپیمای آمریکایی و وادار ساختن برخی از اف-۱۰۵ها به پرتاب بمب‌های پیش از موعد، منتظر انتقام نمانده، بلکه به سرعت از آن مهلکه خارج می‌شدند. این تاکتیک «جنگ چریکی در هوا» بسیار موفق بود.

## مشخصات (میگ-۱۷ اف)

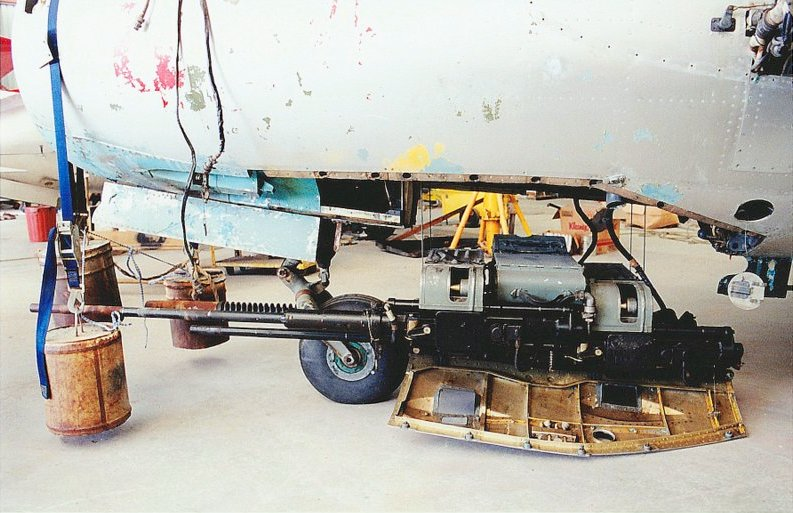
توپ دوقلوی ۲۳ میلی‌متری
نودلمان-ریختر ان.آر-۲۳ در دماغه یک لیم-۶ ساخت لهستان (میگ-۱۷ اف) سومین توپ ۳۷ میلی‌متری نودلمان ان-۳۷ نیز نصب شده بود.

داده‌ها از Combat Aircraft since 1945, MiG: Fifty Years of Secret Aircraft Design
ویژگی‌های عمومی
- خدمه: ۱
- طول: ۱۱٫۲۶۴ متر (۳۶ فوت ۱۱ اینچ)
- پهنای بال: ۹٫۶۲۸ متر (۳۱ فوت ۷ اینچ)
- ارتفاع: ۳٫۸ متر (۱۲ فوت ۶ اینچ)
- مساحت بال‌ها: ۲۲٫۶ متر مربع (۲۴۳ فوت مربع)
- ایرفویل: root: TsAGI S-12; tip: TsAGI SR-11[۲۹]
- وزن خالی: ۳٬۹۱۹ کیلوگرم (۸٬۶۴۰ پوند) [۳۰]
- وزن ناخالص: ۵٬۳۴۰ کیلوگرم (۱۱٬۷۷۳ پوند)
- بیشترین وزن برخاست: ۶٬۰۶۹ کیلوگرم (۱۳٬۳۸۰ پوند)
- پیشرانه: ۱ عدد موتورتوربوجت دارای پس‌سوز با کمپرسور گریز از مرکز کلیموف وی‌کی-۱اف, ۲۶٫۵ کیلونیوتن (۶٬۰۰۰ پوند-نیرو) thrust dry, ۳۳٫۸ کیلونیوتن (۷٬۶۰۰ پوند-نیرو) با پس‌سوز

عملکرد
- حداکثر سرعت: ۱٬۱۰۰ کیلومتر بر ساعت (۶۸۰ مایل بر ساعت، ۵۹۰ گره) ۰٫۸۹ ماخ در سطح دریا

۱٬۱۴۵ کیلومتر بر ساعت (۷۱۱ مایل بر ساعت؛ ۶۱۸ گره) / ماخ۰٫۹۳ در ۳٬۰۰۰ متر (۹٬۸۰۰ فوت) با پس‌سوز
- بُرد: ۲٬۰۲۰ کیلومتر (۱٬۲۶۰ مایل، ۱٬۰۹۰ مایل دریایی) at ۱۲٬۰۰۰ متر (۳۹٬۰۰۰ فوت) با ۲ عدد مخزن سوخت بیرونی به ظرفیت۴۰۰ لیتر (۱۱۰ گالون آمریکایی؛ ۸۸ گالون بریتانیایی)
- حداکثر ارتفاع: ۱۶٬۶۰۰ متر (۵۴٬۵۰۰ فوت)
- حد شتاب جی: +۸
- نرخ صعود: ۶۵ متر بر ثانیه (۱۲٬۸۰۰ فوت بر دقیقه)
- بارگیری بال: ۲۶۸٫۵ کیلوگرم بر متر مربع (۵۵٫۰ پوند بر فوت مربع)
- نیرو/وزن: ۰٫۶۳

تسلیحات

- اسلحه‌ها: 
 ۲ قبضه توپ خودکار کالیبر ۲۳ میلی‌متری نودلمان-ریختر ان.آر-۲۳ (۸۰ گلوله در هر اسلحه، مجموعاً ۱۶۰ گلوله)

۱ قبضه توپ خودکار کالیبر ۳۷ میلی‌متری نودلمان ان-۳۷ (۴۰ گلوله در اسلحه)
- آویزگاه‌های حمل سلاح: ۲ آویزگاه خارجی تسلیحات با ظرفیت حداکثر ۵۰۰ کیلوگرم (۱٬۱۰۰ پوند)، با قابلیت حمل ترکیبی از:
  - راکت‌ها: ۲ × UB-16-57 rocket pods for S-5 rockets
  - بمب‌ها: ۲ بمب به وزن هر یک ۲۵۰ کیلوگرم (۵۵۰ پوند)
- بعضی از گونه‌ها مجهز به سه توپ نودلمان-ریختر ان.آر-۲۳ و دو موشک هوابه‌هوا کا-۵ بودند[۳۱][۳۲]